# 文森特 (阿拉巴马州)
文森特（英文：Vincent），是美国阿拉巴马州下属的一座城市。面积约为19.57平方英里（约合50.67平方公里）。根据2010年美国人口普查，该市有人口1,988人，人口密度为101.61/平方英里（约合39.23/平方公里）。